# Liste des épisodes de Bonkers
 (mars 2025).
Si vous disposez d'ouvrages ou d'articles de référence ou si vous connaissez des sites web de qualité traitant du thème abordé ici, merci de compléter l'article en donnant les références utiles à sa vérifiabilité et en les liant à la section « Notes et références ».
Voici la liste des épisodes de la série Bonkers.
Raw Toonage

## Série avec Lucky Piquel
1. Titre français inconnu (Basic Spraining)
2. Titre français inconnu (Calling all Cars)
3. Céréalement vôtre (Cereal Surreal)
4. Titre français inconnu (The Cheap Sheep Sweep)
5. Titre français inconnu (Color me Piquel)
6. Titre français inconnu (The Comeback Kid)
7. Titre français inconnu (The Day the Toon Stood Still)
8. Titre français inconnu (The Dimming)
9. Titre français inconnu (Fall-Apart Bomb Squad)
10. Titre français inconnu (Fall-Apart Land)
11. Titre français inconnu (The Final Review)
12. Titre français inconnu (A Fine Kettle of Toons)
13. Titre français inconnu (Frame that Toon)
14. Titre français inconnu (Get Wacky)
15. Les Visitoons : 1re partie (Going Bonkers)
16. Les Visitoons : 2e partie (Gone Bonkers)
17. Titre français inconnu (The Good, the Bad, and the Kanifky)
18. Titre français inconnu (The Greatest Story Never Told)
19. Les 2 font l'hamster (Hamster Houseguest)
20. Pour une poignée de farine (Hand Over the Dough)
21. Titre français inconnu (Hear No Bonkers, See No Bonkers )
22. Titre français inconnu (I Ought to be in Toons) présence vocale de Mickey Mouse
23. Titre français inconnu (Imagine That)
24. Titre français inconnu (In the Bag)
25. Ascenseur pour l'escabeau (In Toons we Trust)
26. Titre français inconnu (Is Toon Fur Really Warm?)
27. Titre français inconnu (Luna-Toons)
28. Titre français inconnu (Miracle in the 54th. Precinct)
29. Titre français inconnu (Never Cry Pig)
30. Titre français inconnu (New Partners on the Block)
31. Titre français inconnu (Once in a Blue Toon)
32. Titre français inconnu (Out of Sight, Out of Toon)
33. Poltertoon (Poltertoon)
34. Comme au bon vieux toon (Seems Like Old Toons)
35. Titre français inconnu (Stand-In Dad)
36. Titre français inconnu (Stay Tooned)
37. Titre français inconnu (Stressed to Kill)
38. O temps en emporte les toons (Time Wounds All Heels)
39. Le Toon qui n'avait pas de nom (Toon with No Name)
40. Titre français inconnu (Tune Pig)
41. Titre français inconnu (Weather or Not)
42. Titre français inconnu (A Wooley Bully)

## Série avec Miranda Wright
1. Titre français inconnu (Bobcat Fever)
2. Titre français inconnu (Cartoon Cornered)
3. Casa Bonkers (Casa-Bonkers)
4. La guerre des moutons (Do Toons Dream of Animated Sheep?)
5. Titre français inconnu (Dog Day AfterToon )
6. Titre français inconnu (A Fistful of Anvils)
7. Titre français inconnu (Love Stuck )
8. Une souris ça trompe décidément (Of Mice and Menace)
9. Titre français inconnu (Quibbling Rivalry)
10. Titre français inconnu (Springtime for the Iguana)
11. Le petit canard noir (The Stork Exchange)
12. Aligato Bonkers (Tokyo Bonkers)
13. Titre français inconnu (Toon for a Day)
14. Le Toon qui mangea Hollywood (The Toon that Ate Hollywood)
15. Un poinçon nommé wagon (Trains, Toons and Toon Trains)
16. Titre français inconnu (The 29th. Page)
17. Titre français inconnu (What you Read is What you Get)
18. Le fantôme a de l'esprit (When the Spirit Moves You)
19. Titre français inconnu (Witless for the Prosecution)

## Série Compilation
Les sous-épisodes indiqués ci-dessous sont ceux de la série He's Bonkers compilés ici par lot de quatre afin de faire un épisode de Bonkers.
1. Titre français inconnu (Goldjitters and the three Bobcats)
Titre français inconnu (Goldjitters and the three Bobcats)
Titre français inconnu (Quest for Firewood)
Titre français inconnu (Gobble, Gobble Bonkers)
Titre français inconnu (Get Me to the Church on Time)
2. Titre français inconnu (If)
Titre français inconnu (If)
Titre français inconnu (Petal to the Metal)
Titre français inconnu (Dogzapoppin')
Titre français inconnu (TrailMix Bonkers)
3. Mon toon, oh toi mon toon (Oh Cartoon, my Cartoon)
Titre français inconnu (Get Me a Pizza)
Titre français inconnu (Spatula Party)
Titre français inconnu (Sheerluck Bonkers)
4. Titre français inconnu (The Rubber Room Song)
Titre français inconnu (The Rubber Room Song)
Titre français inconnu (Ski Patrol)
Titre français inconnu (Bonkers in Space)
Titre français inconnu (Draining Cats and Dogs)